# Reinhold Mendritzki
Reinhold Mendritzki (* 3. Juli 1931 in Layß, Kreis Neidenburg, Ostpreußen; † 13. Mai 2014 in Plettenberg) war ein deutscher Unternehmer und Philanthrop.

## Leben und Wirken
Mendritzki wurde in Ostpreußen, in dem kleinen Dorf Layß im westlichen Masuren, geboren. Im harten Winter 1944/45 schlug er sich als 13-jähriger Flüchtling aus dem umkämpften Ostpreußen allein bis nach Plettenberg im Sauerland durch. Er fand Unterschlupf bei einem Bauern in Affeln und begann eine landwirtschaftliche Lehre, bevor er in Plettenberg eine weitere Lehre als Walzwerker absolvierte und später bis zum Walzwerkmeister und Betriebsleiter aufstieg. Im Jahr 1970 gründete er die Reinhold Mendritzki Kaltwalzwerk GmbH & Co. KG.
Nach der deutschen Wiedervereinigung engagierte sich Mendritzki stark in Unternehmen in Ostdeutschland. 1991 gründete er die  MWS Schneidwerkzeuge GmbH in Schmalkalden und erhielt dadurch das verarbeitende Gewerbe in der Stadt, nachdem das 1969 gegründete Werkzeugkombinat von der Treuhand abgewickelt und teils branchenfremd veräußert werden sollte. Die 2001 erworbene Rötberg GmbH wurde in die MWS eingegliedert, das gesamte Investitionsvolumen im Raum Schmalkalden belief sich auf über 35 Millionen Euro, die Firmengruppe beschäftigte über 300 Mitarbeiter. Für seine Verdienste erhielt er 1999 das Verdienstkreuz am Bande und am 3. Oktober 2009 wurde er mit der Ehrenmedaille der Stadt Schmalkalden ausgezeichnet.
In Zella-Mehlis gründete er 1992 die Meteor Umformtechnik und den Mendritzki Gewerbepark, in denen (Stand 2009) über 400 Beschäftigte tätig sind. Insgesamt verfügte die Mendritzki-Gruppe 2009 über zwei Werke in Plettenberg, eins in Bochum und drei Betriebe in Thüringen und beschäftigte ca. 480 Mitarbeiter.
Als im Jahr 2006 die evangelische Kirchengemeinde ihre Anteile am Krankenhaus Plettenberg frei anbot und die Übernahme des Krankenhauses durch Investoren drohte, errichtete er die Reinhold-Mendritzki-Stiftung, die mit 1,3 Millionen Euro Kapital ausgestattet rund 48 % der Krankenhausanteile erwarb, so dass der Rest bei der Stadt und das Krankenhaus somit im kommunalen Besitz verbleiben konnte. Gleichzeitig gründete er den Förderverein für das Krankenhaus, der mit 1.700 Mitgliedern der größte Verein Plettenbergs wurde. Nach eigenen Aussagen wollte Mendritzki mit seinen umfangreichen Stiftungen den „Plettenbergern nur das zurückgeben, was sie mir über die Jahrzehnte gegeben haben“. Beim Neujahrsempfang des Plettenberger Bürgermeisters 2008 erhielt Mendritzki den Ehrenring der Stadt Plettenberg, die höchste Auszeichnung der Kommune, für sein außerordentliches Engagement und Verdienste um die Stadt Plettenberg. Mendritzki hat durch die Gründung mehrerer Stiftungen dafür gesorgt, dass auch über seinen Tod hinaus sein besonderes soziales Engagement und die Förderung des Naturschutzes im Sauerland fortgesetzt werden.
Ende 2016 wurden die Krankenhausanteile der Mendritzki-Stiftung von der radprax-Gruppe erworben.
Die Mendritzki-Gruppe ist gemäß der Philosophie und den unternehmerischen Leitlinien von Reinhold Mendritzki weiter gewachsen und beschäftigte im Jahre 2020 in acht Betrieben in Deutschland, Frankreich und China über 900 Mitarbeiter.

## Auszeichnungen
- Verdienstkreuz am Bande (1999)
- Ehrenring der Stadt Plettenberg (2008)
- Ehrenmedaille der Stadt Schmalkalden (2009)